# ابن اخضر گنابادی
عبدالعزیز بن محمود بن مبارک بن محمود جنابذی (۵۲۴–۶۱۱ق/۱۱۳۰–۱۲۱۵م) معروف به ابن اخضر گنابادی، یکی از مورخان و محدثان و فقیهان حنبلی مذهب است که در قرن ششم ه‍.ق می‌زیسته‌است. وی در بغداد به دنیا آمده و در همان‌جا زیست و درگذشت. به همین جهت وی را به بغدادی نیز می‌خوانند.

## اساتید
از اساتید او می‌توان به پدرش محمد بن مبارک، علی بن بکتاش، ابوبکر انصاری، ابوالقاسم سمرقندی، ابومحمد یحیی بن طراح، عبدالوهاب انماطی، ابوالفضل محمد بن ناصر، ابوالفضل ارموی و ابن البطی، ابومحمد عبدالجبار بن احمد بن ثوبة، ابومنصور محمد بن عبدالملک بن خیرون، ابوسعد احمد بن بغدادی، علی بن هبةالله بن عبدالسلام، علی بن محمد ابن علی هروی، سعدالخیر بن محمد انصاری و ابوالقاسم سعید بن احمد ابن بناء اشاره کرد.

## شاگردان
وی در دوران تدریس در بغداد، شاگردان بسیاری را پرورش داد، از جمله آنها: یوسف بن خلیل، ابوعبدالله مقدسی، ابوعبدالله برزالی، نجیب عبداللطیف، علم الدین قاسم لورقی، علی بن اخضر، اسرائیل بن احمد قرشی، زین‌الدین خالد، محمد بن نصر بن عبدالرزاق، علی بن میران، عفیف علی بن عدلان موصلی، احمد بن حسین داری خلیلی، جمال یحیی بن صیرفی، مقداد بن ابی القاسم قیسی، احمد بن محمد بن بنیمان همدانی، محمد بن نصر جیلی، علی بن مهران سبط عاقولی، علی بن زریق، محمد بن سعید النشف، و ابن جوزی.

## آثار
از جمله آثاری که به وی منسوب است:
- معالم العترةالنبویة و معارف اهل البیت الفاطمیة
- تنبیه اللبیب و تلقیح فهم المریب فی تحقیق اوهام الخطیب
- تلخیص الاسماء فی اختصار الرسم و الترتیب،
- المقصد الارشد فی ذکر من روی عن احمد،
- الاصابة فی ذکر الصحابة و انباء الصحابة،
- فضایل شعبان،
- طرق خبر الحسن بن عرفة،
- مشیخة.